# 트빌리시 성 삼위일체 대성당

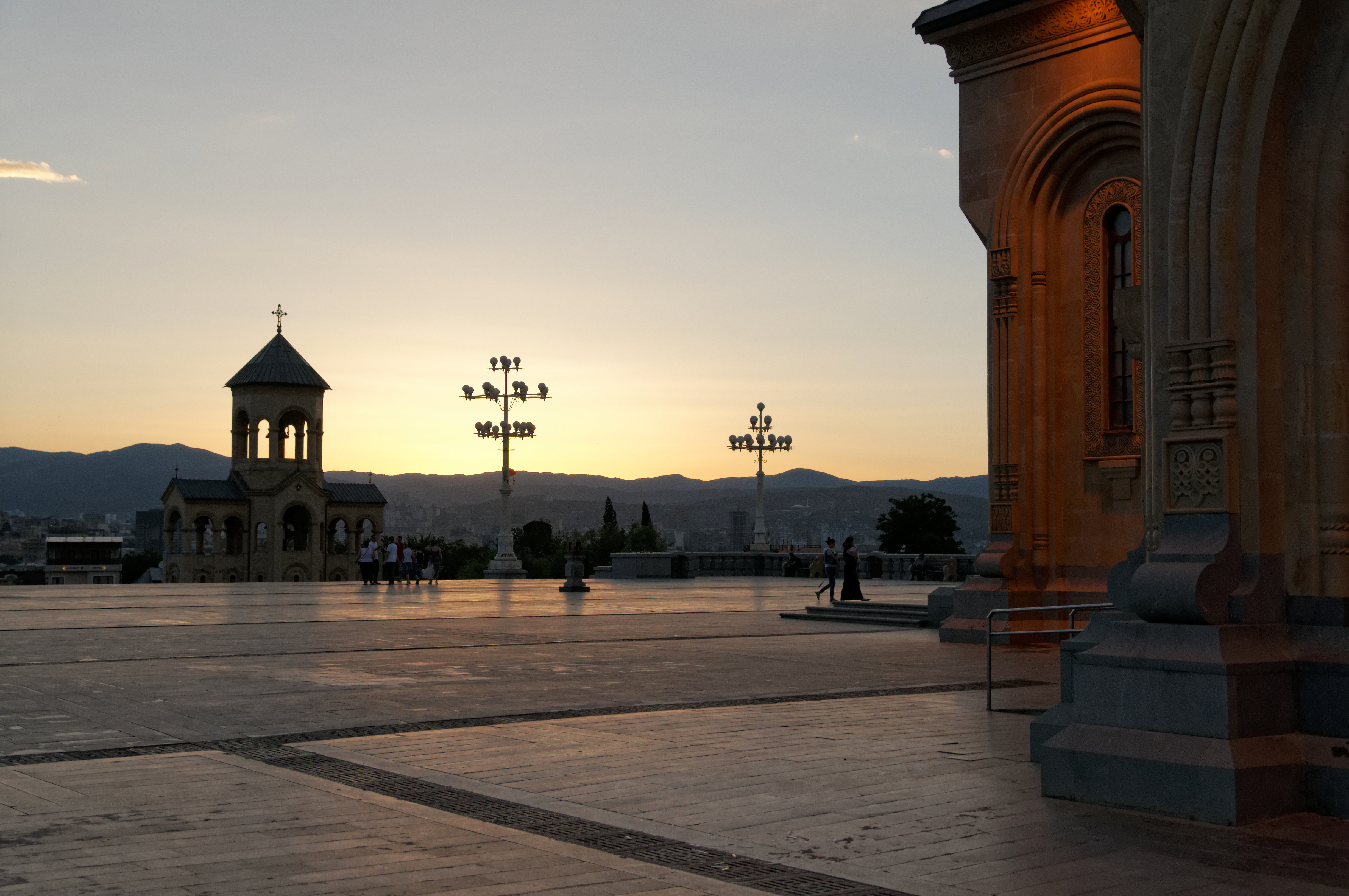

트빌리시 성 삼위일체 대성당(조지아어: თბილისის წმინდა სამების საკათედრო ტაძარი) 또는 사메바(조지아어: სამება)는 조지아의 수도 트빌리시에 있는 조지아 정교회의 주요 성당 중 하나이다.

## 같이 보기
- 교회 건축물 목록